# René Brodmann
René Brodmann (Ettingen, 25 oktober 1933 - 2000) was een Zwitsers voormalig voetballer die speelde als verdediger.

## Carrière
Brodmann maakte zijn profdebuut voor FC Nordstern Basel, waar hij in 1956 deel nam met Auswahl Basel aan Europees voetbal. In 1958 voetbalde hij voor Grasshopper waar hij blijft spelen tot in 1961 wanneer hij naar FC Zürich trekt. Met dit team wint hij de landstitel in 1963 en 1966 en de beker in 1966. hij eindigde zijn carrière bij FC St. Gallen.
Hij maakte zijn debuut voor Zwitserland in 1962, hij speelde in totaal vijf interlands en ging met zijn land naar het WK 1966 in Engeland.
De laatste jaren van zijn spelersloopbaan combineerde hij die met de taak van coach.

## Erelijst
- FC Zürich
  - Landskampioen: 1963, 1966
  - Zwitserse voetbalbeker: 1966